# Agrippinus von Neapel
Agrippinus (Hl.) war ein Bischof von Neapel.
Die alten Verzeichnisse der Bischöfe von Neapel führen Agrippinus als sechsten Bischof des Bistums; danach war er zu Beginn des 3. Jahrhunderts im Amt. Beigesetzt wurde er in den Katakomben der Kirche San Gennaro in Neapel, Italien; Mitte des 9. Jahrhunderts gelangten die Gebeine nach Santa Stefania. Einige Überlieferungen berichten von Wundertaten, die Agrippinus vollbracht habe und die seine große Verehrung in der Region Neapel begründeten.
Sein Fest ist der 9. November.